# Sukhoi Su-6
El Sukhoi Su-6 era un avió d'atac a terra de la Unió Soviètica desenvolupat durant la Segona Guerra Mundial. La potència de l'avió (motor de pistons i coets) va ser el disseny de l'interceptor d'alta alçada el Su-7, que estava basat en el prototip monoplaça, el Su-6.

## Disseny i desenvolupament
El desenvolupament del Su-6 va començar el 1939, quan el dissenyador Sukhoi va començar a desenvolupar avions monoplaces d'atac a terra i mitjanament blindats. Es van demanar 2 prototips, els quals es van construir en 4 de març de 1940 i l'1 de març de 1941, es va fer el primer vol de prova del primer prototip, el pilot escollit per a aquest vol, va ser el pilot de proves A.I. Kokin.
El vol de prova va acabar amb conclusió que el Su-6 era bastant superior a l'Il-2 en la majoria de categories, encara que el seu motor, ja havia excedit el temps límit per a un motor, i ja no es produïen més motors Xvetsov M-71, per la qual cosa no en van poder aconseguir cap més.
El segon prototip va fer el seu primer vol el gener de 1942, perquè l'OKB (grup de disseny d'avions experimentals de la Unió Soviètica) va dictaminar que havia de ser evacuat a l'inici de la Gran Guerra Patriòtica. El Su-6 estava armat amb dos canons de 23mm, quatre metralladores i es podien montar fins a 10 coets aeris. Els resultats de les proves van ser molt favorables, i l'Institut de Recerca Científica AFRA va recomanar la producció d'un petit lot d'avions per provar les seves condicions en primera línia de combat. Es va començar a preparar un projecte per produir un petit lot de 25 avions Su-6, encara que les respostes de Sukhoi, no van ser mai oficials respecte a aquestes demandes.
Mentre, en experiència de combat es va demostrar que els Il-2 necessitaven protecció per la part posterior de l'avió, i es va decidir instal·lar-hi un artiller a la part posterior de l'avió, just darrere del pilot. El tercer prototip del Su-6 va ser dissenyat per tenir dos tripulants a l'avió, encara que es reduís substancialment la quantitat de bombes que podia transportar, va passar de poder portar 400 kg de bombes a poder portar 200 kg, i va obtenir un nou motor més potent, el motor M-71F. En les proves oficials es va demostrar que el Su-6 tenia una velocitat límit de 100 km/h més que el Il-2, encara que podia carregar menys bombes. Quan el problemàtic motor M-71 va ser cancel·lat, Sukhoi va pensar en utilitzar el motor Mikulin AM-42 refrigerat per líquid. Quan van començar les proves de vol el 22 de febrer de 1944, el Su-6 amb el seu nou motor, va demostrar ser inferior al nou Iliuixin Il-10, encara que utilitzaven el mateix motor, gràcies als 250 kg de blindatge de diferència que requeria aquest motor per protegir el motor i la planta inferior de l'AM-42, comparat amb el M-71F.
Encara que el Su-6 no va entrar mai en combat, el 1943 Pàvel Sukhoi va ser condecorat amb el Premi Stalin de 1ª classe, per haver desenvolupat l'avió.

### Su-7
Com a experiment, el bàsic Su-6 es va convertir en un avió de potència mixta i gran alçada, el Su-7 (el nom va ser reutilitzat més tard en els 1950 per al bombarder / caça supersònic Sukhoi Su-7B). El blindatge va ser extret, i es van construir el fuselatge de l'avió enterament de ferro. La potència provenia del motor de pistons Xvetsov AX-82FN amb dos turbocompressors TK-3 en la part davantera de l'avió (en el morro) i un motor de coet Gluixko RD-1-KhZ en la part posterior de l'avió (la cua de l'avió). El motor de pistons de l'avió produïa una potència de 1380 kW (1850 hp), mentre que el motor de coet utilitzava querosè i àcid nítric per produir una reacció química que produïa una potència d'uns 2,9 kN durant uns 4 minuts o una mica més. L'armament que tenia consistia en tres canons XVAK de 20mm amb 370 bales. El 1944 es va construir l'únic Su-7. Les proves de vol van demostrar que podia arribar als 510 km/h a uns 12.000 metres d'alçada sense el coet encès, amb el motor de coet activat podia arribar a velocitats de 705 km/h. En 1945, el motor de coet va explotar en unes proves, va matar el pilot i va destrossar l'avió.

### Designacions del Sukhoi-6 per la OKB
A
El model inicial del Su-6.
S
El segon prototip amb algunes modificacions.
SA (modificat)
El SA tenia 2 canons OKB-16 de 37mm i dos metralladores XKAS de 7,62mm.
S2A
El Su-6 armat amb una metralladora posterior i una segona cúpula per l'artiller. En les proves va tenir unes millor qualificacions que l'Il-2, però no es va portar mai a producció per la falta de motors M-71 i que ja no es produïen, tot i que hagués agradat i rebut més recomanacions.

## Usuaris
- Força Aèria Soviètica

## Especificacions (3r PROTOTIP del Su-6)
Tripulació= 2 (pilot i artiller)
Longitud=9,24 m
Envergadura= 13,50 m
Alçada= 3,89 m
Àrea que ocupa= 26 m²
Pes de l'avió buit= 4.000 kg
Pes de l'avió carregat= 5.534 kg
Motor= Xvetsov M-71F
Tipus de motor= motor radial
Nombre de motors= 1
Potència= 1.620 kW (2.200 hp)
Velocitat màxima= 514 km/h a 3.800 m
Sostre de vol= 8.100 m
Àrea operativa=973 km
Velocitat d'ascens= 10,6 minuts per 5.000 m
Aterratge i enlairament=
- Enlairament: 410 m de pista
- Aterratge: 730 m de pista

Armament=
- 2 canons de 37mm Nudelman-Surànov NS-37 a les ales amb 90 bales.
- 2 metralladores de 7,62mm XKAS a les ales amb 1.400 bales.
- 1 metralladora de 12.7mm Berezin UBT a la posició de defensa de darrere amb 196 bales.
- Més de 400 kg de bombes